# Championnats d'Europe de karaté 2006
Les championnats d’Europe de karaté 2006 ont eu lieu du 5 au 7 mai 2006 à Stavanger, en Norvège. Il s'agissait de la 41e édition des championnats d'Europe de karaté senior.

## Résultats

### Épreuves individuelles

#### Kata
| Rang | Pays    | Karatéka         |
| ---- | ------- | ---------------- |
| 1    | Italie  | Luca Valdesi     |
| 2    | Croatie | Kristian Novak   |
| 3    | France  | Vu Duc Minh Dack |
| 3    | Italie  | Lucio Maurino    |

| Rang | Pays     | Karatéka                      |
| ---- | -------- | ----------------------------- |
| 1    | Espagne  | Miriam Cogolludo de las Heras |
| 2    | Tchéquie | Petra Nová                    |
| 3    | Espagne  | Almudena Muñoz Gonzales       |
| 3    | Croatie  | Mirna Šenjug                  |

#### Kumite

##### Kumitemasculin
Le Français Olivier Beaudry s'impose chez les moins de 75 kilos en remportant la finale en moins de deux minutes sur un score de huit à zéro et en parvenant à placer un balayage sur son adversaire.
| Rang | Pays    | Karatéka            |
| ---- | ------- | ------------------- |
| 1    | Espagne | Davíd Luque Camacho |
| 2    | Turquie | Ömer Kemaloğlu      |
| 3    | Croatie | Danil Domdjoni      |
| 3    | France  | William Rollé       |

| Rang | Pays      | Karatéka                |
| ---- | --------- | ----------------------- |
| 1    | Espagne   | César Castaño Fernández |
| 2    | Italie    | Ciro Massa              |
| 3    | Allemagne | Christian Grüner        |
| 3    | ' Hongrie | Adam Kovács             |

| Rang | Pays               | Karatéka                |
| ---- | ------------------ | ----------------------- |
| 1    | Bosnie-Herzégovine | Mensur Cakić            |
| 2    | Belgique           | Diego Davy Vandeschrick |
| 3    | Italie             | Giuseppe di Domenico    |
| 3    | Angleterre         | Jason P. Ledgister      |

| Rang | Pays               | Karatéka           |
| ---- | ------------------ | ------------------ |
| 1    | France             | Olivier Beaudry    |
| 2    | Italie             | Salvatore Loria    |
| 3    | Bosnie-Herzégovine | M. Odak            |
| 3    | Espagne            | Davíd Santana Vega |

| Rang | Pays       | Karatéka                  |
| ---- | ---------- | ------------------------- |
| 1    | Turquie    | Z. Demir                  |
| 2    | Angleterre | Davin Pack                |
| 3    | Italie     | Luigi Busà                |
| 3    | Grèce      | Konstantinos Papadopoulos |

| Rang | Pays               | Karatéka           |
| ---- | ------------------ | ------------------ |
| 1    | Angleterre         | Leon Walters       |
| 2    | Bosnie-Herzégovine | A. Kalusic         |
| 3    | Italie             | Stefano Maniscalco |
| 3    | Écosse             | Calum Robb         |

| Rang | Pays     | Karatéka                 |
| ---- | -------- | ------------------------ |
| 1    | Italie   | Stefano Maniscalco       |
| 2    | Belgique | Diego Davy Vandeschrick  |
| 3    | France   | Ludovic Cacheux          |
| 3    | Grèce    | Spyrídon Margaritópoulos |

##### Kumiteféminin
La doyenne de son équipe, la Française Laurence Fischer s'impose dans la catégorie des plus de 60 kilos et remporte « presque sans entraînement, avec un peu d'expérience et beaucoup de recul » son cinquième titre de championne d'Europe, record absolu.
| Rang | Pays      | Karatéka           |
| ---- | --------- | ------------------ |
| 1    | Slovaquie | Monika Višňovská   |
| 2    | Croatie   | Jelena Kovacevic   |
| 3    | Israël    | Loris Afarah       |
| 3    | Allemagne | Ulrike Fleischmann |

| Rang | Pays      | Karatéka               |
| ---- | --------- | ---------------------- |
| 1    | Espagne   | Carmen Vicente Cabañas |
| 2    | Russie    | Maria Sobol            |
| 3    | Slovaquie | Eva Medveďová          |
| 3    | Allemagne | Silvia Sperner         |

| Rang | Pays      | Karatéka            |
| ---- | --------- | ------------------- |
| 1    | France    | Laurence Fischer    |
| 2    | Turquie   | Yıldız Aras         |
| 3    | Allemagne | Jeannine Herrgesell |
| 3    | Russie    | A. Koshty           |

| Rang | Pays      | Karatéka           |
| ---- | --------- | ------------------ |
| 1    | Serbie    | Snežana Perić      |
| 2    | Turquie   | Yıldız Aras        |
| 3    | Espagne   | Cristina Feo Gomez |
| 3    | Allemagne | Nadine Ziemer      |

### Épreuves par équipes

#### Kata
| Rang | Pays    |
| ---- | ------- |
| 1    | France  |
| 2    | Italie  |
| 3    | Espagne |
| 3    | Grèce   |

| Rang | Pays    |
| ---- | ------- |
| 1    | France  |
| 2    | Italie  |
| 3    | Croatie |
| 3    | Espagne |

#### Kumite
| Rang | Pays               |
| ---- | ------------------ |
| 1    | Turquie            |
| 2    | Bosnie-Herzégovine |
| 3    | Italie             |
| 3    | Pays-Bas           |

| Rang | Pays               |
| ---- | ------------------ |
| 1    | Allemagne          |
| 2    | Bosnie-Herzégovine |
| 3    | Espagne            |
| 3    | Serbie             |